# Xi'an
Xi'an (kineski: 西安市, pinyin: Xī'ān Shì, u prijevodu zapadni mir), također i Sian; kroz povijest poznat kao Cháng'ān ili Hsi-An (ranije: Sianfu) glavni je grad kineske pokrajine Shaanxi i jedan od potpokrajinskih gradova. Kao jedan od najstarijih gradova u kineskoj povijesti, Xi'an je jedan od četiri stara glavna grada Kine jer je bio glavni grad (pod različitim imenima) u vrijeme nekih od najvažnijih kineskih dinastija tijekom kineske povijesti, uključujući dinastije Zhou, Qin Han, Sui i Tang. Xi'an je bio istočna polazna odnosno završna točka Puta svile, a poznat je i kao mjesto uz koje se nalazi vojska terakota napravljena u vrijeme dinastije Qin. Povijest grada starija je od 3100 godina, a prije dinastije Ming zvao se Chang'an.
Od 1990-ih gospodarstvo Kine doživljava uzlet, pa tako i središnje i sjeverozapadne regije. U tom uzletu, Xi'an ponovo postaje značajan kulturni, industrijski i obrazovni centar ovih regija s težištem na istraživanju i razvoju, nacionalnoj sigurnosti i kineskom svemirskom istraživačkom programu.

## Povijest
Xi'an (Šian) ima bogatu i kulturno značajnu povijest. U pokrajini Lantian nađeni su 1963. godine ostatci Lantianskog čovjeka (oko 50 km jugoistočno od Xi'ana), koji je tu živio prije najmanje 500.000 godina. Na periferiji grada 1954. godine je pronađeno oko 6.500 godina staro neolitsko selo Banpo (半坡).
U 11. stoljeću pr. Kr., s ustanovljavanjem Zhou dinastije, Xi'an postaje kulturni i gospodarski centar Kine. U vrijeme te dinastije, glavni grad je bio smješten u Fēngu (沣/灃) i Hào (镐/鎬), oboje smješteni zapadno od suvremenog Xi'ana. Nakon razdoblja zaraćenih carstava, Kina je po prvi put ujedinjena pod dinastijom Qin (221. – 206. pr. Kr.), a glavni grad postaje Xianyang (咸阳), na sjeveroistočnom dijelu današnjeg Xi'ana. Prvi kineski car, Ćin Ši Huangdi, kratko prije smrti naredio je izradu vojnika od terakote i svog mauzoleja istočno od Xi'ana.
Osnivač dinastije Han, građanskim imenom Liu Bang (kao car uzima ime Gaozu), 202. pr. Kr. smješta svoj glavni grad u području Chang'ana. Njegova prva palača Changle Palace (长乐宫/長樂宮, slobodni prijevod neprekinuta sreća) izgrađena je na drugoj strani rijeke, nasuprot ostataka glavnog grada dinastije Qin. Tradicionalno, ta gradnja smatra se osnivanjem Chang'ana, odnosno, Xi'ana. Dvije godine kasnije Liu Bang gradi Weiyang Palace (未央宫) sjeverno od suvremenog Xi'ana, a gradnja prvobitnih gradskih zidina počela je 194. pr. Kr. i trajala je 4 godine. Dovršeni, zidovi su bili dugi 25,7 km. U temeljima bili su široki između 12 i 16 metara, a zatvarali su površinu od 36 km2. 190. godine, usred ustanaka i pobuna neposredno prije razdoblja Tri kraljevstva moćni vojskovođa Dong Zhuo izmješta svoje sjedište iz Luoyanga u Chang'an kako bi izbjegao koaliciji drugih moćnih vojskovođa.
Nakon nekoliko sljedećih stoljeća nemira, dinastija Sui 582. godine ponovo ujedinjuje Kinu i u području današnjeg Xi'ana osniva novi glavni grad pod imenom Daxing. Ostaje glavni grad i u vrijeme Tang dinastije (608. – 907.), no ponovo pod imenom Chan'an. Površna mu je bila 88 km2 a imao je oko 1 milijun stanovnika, bio je najveći grad na Svijetu. Ime Xi'an dobiva 1369. od Hongwua, prvog cara dinastije Ming koji je namjeravao isto vladati iz njega, no na kraju se ipak odlučio za Nanjing.
Xi'an je postao poznat širom Svijeta kad je u arheološkim iskapanjima 1974. godine otkriveno više od 8.000 vojnika od terakote u borbenim položaju u prirodnoj veličini. Ovo nalazište mauzoleja Ćin Ši Huangdija, prvog cara koji je ujedinio Kinu, danas je uz Kineski zid najveća kineska turistička atrakcija.

## Znamenitosti

### Mauzolej Qin Shi Huanga
Zemljoradnici u Xi'anu su 1974. godine, kopajući bunar, otkrili Mauzolej cara Qin Shi Huanga što se smatra jednim od najznačajnijih arheoloških nalaza dvadesetog stoljeća. Već u dobi od 13 godina (246. pr. n. e.), kratko nakon stupanja na prijestolje, car počinje s gradnjom svoje grobnice. Radovi su trajali 36 godina različitim intenzitetom, a u vrijeme najintenzivnijih radova, najveći dosegnuti broj radnika bio je 720.000.
U vrijeme vladavine Qin Shi Huanga do tada nezavisne feudalne državice prvi su put objedinjene u veliko carstvo. Glavni pokretač ovog iznimnog vojnog i političkog pothvata bio je carev kancelar Li Si, jedan od najsposobnijih državnika u kineskoj povijesti. Pored ovog ujedinjenja, odnosno osnivanja carstva, drugi uspjesi ovog cara bili su gradnja Kineskog zida, trasiranje velike mreže cesta i kanala (Carski kanal), uvođenje jedinstvenih mjernih jedinica, jedinstvenog novca i ujednačavanje pisma u cijelom carstvu. Umro je u dobi od 49 godina za vrijeme jednog inspekcijskog putovanja u provinciju. Sahranjen je u svojoj grobnici.
Naslijedio ga je drugi sin Ćin Er Ši, koji nije bio niti približno tako sposoban kao otac. Već tri godine nakon smrti Ćin Ši Huangdija dolazi do pobuna. Pobunjenici 207. pr. Kr. provaljuju u građevine s vojnicima od terakote, pustoše i uništavaju ih, a veći dio oružja koje su vojnici izvorno imali, kradu. Zapalili su drvene dijelove građevina, a mnoge figure su razbili.
Za razliku od grobnice, ratnici od terakote se ne spominju nigdje u zapisima suvremenika. Njihovo otkriće bilo je zbog toga velika senzacija čak i za stručnjake. Kroničari kažu da je oko tri desetljeća prije svoje smrti, car Qin Shi Huangdi iskoristio 700 000 prisilnih radnika iz svih dijelova zemlje za njega graditi raskošan podzemni mauzolej. Osim toga, za vladara je bio izgrađen bakreni sarkofag i grobnica napunjena blagom bila je zaštićena od pljačkaša samostrjelima koji su se automatski ispaljivali. Kad je car umro, njegov sin i nasljednik pokopao ga je zajedno s njegovim konkubinama koje nisu imale djecu i naposljetku je u mauzolej žive zakopao sve koji su znali za zakopano blago. Robovi su preko careva groba navukli brježuljak visok 50 m i zasadili ga čempresima i tankim oblicama. U neposrednoj blizini tog brježuljka, danas voćnjaka, kopači bunara došli su 1974. do ovog čudesnog otkrića.

### Gradske zidine
Gradske zidine Xi'ana izgrađene su između 1374. i 1378. a restaurirani su 1980-ih. To su najveće uglavnom očuvane zidine u Kini. Ukupnom dužinom od 13,6 km opasuju središnji dio grada Xi'ana. Sagrađene su kao obzidani zemljani nasip. U podnožju su široke 18 a na kruni 12 metara. 

### Ostale znamenitosti
- Pagoda velike divlje guske
- Velika džamija u Xi'anu
- Toranj bubnja
- Toranj zvona